# Баллада об Аотру и Итрун
«Баллада об Аотру и Итрун» — поэма из 508 строк, написанная Дж. Р. Р. Толкином в 1930 году и опубликованная в Welsh Review в декабре 1945 года.
"Аотру" и "Итрун"  — это бретонские эквиваленты слов «владыка» и «владычица». Поэма оформлена в стиле бретонской баллады, популярного английского жанра XII столетия, и она описывает конфликт героических ценностей и христианства, и их отношение к институту брака.
В поэме Аотру и Итрун — супружеская пара благородного происхождения. У них нет детей, и Аотру обращается за помощью к ведьме. После того, как у Итрун рождаются дети, появляется ведьма и открывает, что на самом деле она — корриган. Она требует любовь Аотру в уплату долга, и он приносит в жертву свою рыцарскую честь и не сдерживает слова:
| I gave no love. My love is wed; my wife now lieth in child-bed, and I curse the beast that cheated me and drew me to this dell to thee. | О нет! Есть у меня жена — с детьми сейчас лежит она на ложе нашем. Видно, зла была та лань, что завела меня сюда помимо воли! |

Про́клятый корриган умрет через три дня, Аотру принимает последствия и полагается на Провидение:
| In three days I shall live at ease and die but when it God doth please in eld, or in some time to come in the brave wars of Christendom. | Тебе ли назначать мне срок? Его отмерит только Бог, и знает Он, когда меня прибрать — под старость иль в три дня |

Через три дня Аотру умирает, его жена тоже умирает из-за разбитого сердца, и их хоронят вместе, а дети вырастают одни.
На русский язык баллада переведена  Сергеем Степановым в 1994 году.